# Woodwardia semicordata
Woodwardia semicordata là một loài thực vật có mạch trong họ Blechnaceae. Loài này được Mickel & Beitel miêu tả khoa học đầu tiên năm 1988.